# Давидов Сергій Володимирович
Сергій Володимирович Дави́дов (нар. 25 квітня 1954, Київ) — український живописець; член Спілки радянських художників України з 1982 року. Син художника Володимира Давидова, брат художниці Тетяни Давидової.

## Біографія
Народився 25 квітня 1954 року у місті Києві. 1979 року закінчив Київський художній інститут, був учнем Віктора Шаталіна.
Упродовж 1980—1991 років працював на Київському творчо-виробничому комбінаті «Художник». Жив у Києві в будинку на вулиці Орловській, № 16, квартира № 15 та в будинку на вулиці Курганівській, № 3, квартира № 90.

## Творчість
Працює в галузі станкового живопису, автор пейзажів, натюрмортів і портретів. Серед робвт:
- «Синапси часів» (1985);
- «Олександр Блок» (1988);
- «Гра» (1994);
- «Грішний ангел» (1995);
- «Благословіння» (1999);
- «Філософія очищення» (2000);
- «Вічний притулок» (2000);
- «Магія бузку» (2005).

Бере участь у республіканських, всесоюзних, міжнародних мистецьких виставках з 1985 року. Персональна виставка відбулася у Києві у 1994 році.
Полотна зберігаються в Національному художньому музеї України у Києві, Запорізькому і Дніпровському художніх музеях, Музеї фантастичного живопису у Нідерландах.